# Anoplodium
Anoplodium är ett släkte av plattmaskar som beskrevs av F.A. Schneider 1858. Anoplodium ingår i familjen Umagillidae.
Släktet innehåller bara arten Anoplodium stichopi.